# Pseudomaro
Pseudomaro là một chi nhện trong họ Linyphiidae.